# Roepera hybrida
Roepera hybrida är en pockenholtsväxtart som först beskrevs av Tate, och fick sitt nu gällande namn av Beier & Thulin. Roepera hybrida ingår i släktet Roepera och familjen pockenholtsväxter. Inga underarter finns listade i Catalogue of Life.